# ویک‌وان
ویک‌وان (انگلیسی: WakeOne; کره‌ای: 웨이크원) یک کمپانی سرگرمی در کره جنوبی زیر نظر بخش سرگرمی سی‌جی ئی‌ان‌ام است. هنرمندان فعلی شامل روی کیم، کیم جه هوان، جو یو ری، زیروبیس‌وان و کپلر هستند.